# Rhodeus amarus
Il rodeo amaro (Rhodeus amarus Bloch, 1782) è un piccolo pesce appartenente alla famiglia dei Ciprinidi, il cui areale è l'Europa Centrale e l'Asia Occidentale, mentre in Italia è considerato una specie alloctona.

## Descrizione
Il rodeo amaro possiede un corpo alto e compresso che può assumere anche delle gibbosità sul dorso.
Il colore varia dal verde del dorso al bianco-rosato dell'addome, mentre è presente una linea verde-blu lungo il fianco; durante il periodo di riproduzione i maschi si ricoprono di tubercoli sul muso e si adornano di colori, passando dal blu del dorso al rosso del ventre.
Il dimorfismo sessuale si accentua fortemente durante il periodo di frega, quando la femmina sviluppa un ovopositore lungo circa 6 cm

## Habitat e abitudini
Il rodeo amaro si rinviene nei corsi d'acqua a flusso lento, con molta vegetazione e con substrati fangosi, mentre raramente lo si rinviene in corsi di acqua corrente.
Questo comportamento è dettato da ragioni riproduttive: negli stessi luoghi si rinvengono esemplari di molluschi bivalvi del genere Unio, i quali vengono utilizzati per deporvi le uova.
La riproduzione avviene in modo davvero particolare: durante aprile-maggio il maschio sceglie la femmina con l'ovopositore più lungo e la conduce presso un mollusco bivalve, dove la femmina introduce l'ovopositore nell'orifizio del mollusco e vi introduce alcune uova che aderiscono alle branchie.
Successivamente il maschio si avvicina all'orifizio e rilascia il suo sperma in modo che una parte possa essere aspirata dal mollusco e questo si ripete per varie volte.
Il maschio poi opera delle cure parentali difendendo energicamente il bivalve dagli altri maschi per tutto il periodo di "cova" (circa 2-3 settimane con temperature di circa 21 °C), al termine del quale gli avannotti fuoriescono dall'orifizio del mollusco.
Il motivo di questa scelta risiede nel fatto che in caso di siccità il mollusco si sposta in acqua e che portandole dentro se riesce a proteggerle da predatori.

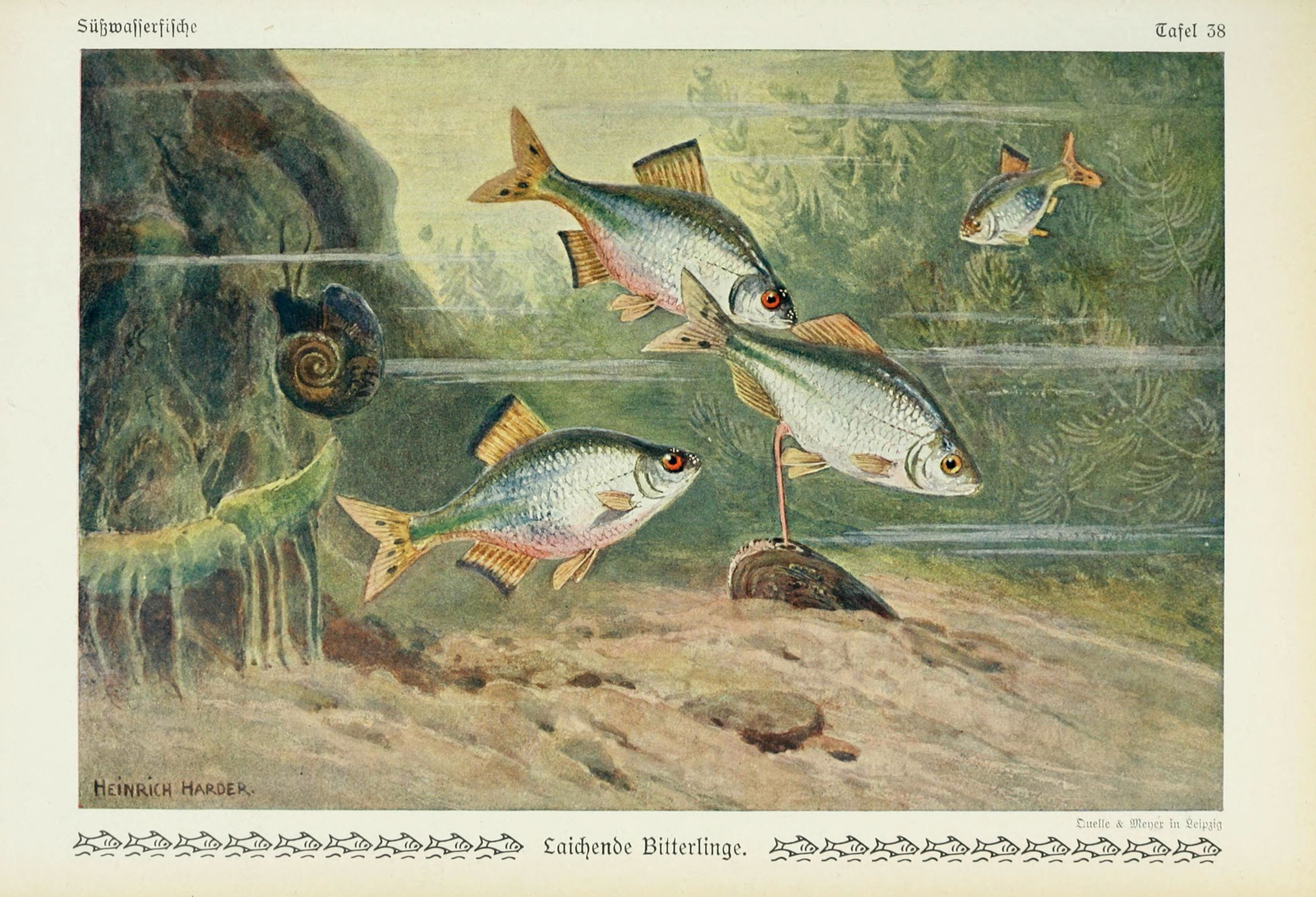
Disegno raffigurante la riproduzione del rodeo amaro

## Predatori
La specie viene predata da pesci predatori come lucci, persici o siluri, da uccelli acquatici come il martin pescatore  o da serpenti come la biscia d'acqua.
Inoltre questi pesci possono essere colpiti da malattie di tipo virale o da parassiti.

## Pesca
Il nome comune del pesce (rodeo amaro), quello scientifico (Rhodeus amarus) e i nomi stranieri (ad esempio bitterling in inglese) suggeriscono il sapore che questo pesce possiede: per questo motivo non possiede alcun valore commerciale se non per essere utilizzato come esca o per essere tenuto in acquario.